# Lekkoatletyka na Letnich Igrzyskach Paraolimpijskich 2004 – bieg na 800 metrów kl. T38 mężczyzn
W biegu na 800 metrów kl. T38 mężczyzn (zawodnicy stojący z porażeniem mózgowym) podczas Letnich Igrzysk Paraolimpijskich 2004 rywalizowało ze sobą 8 zawodników.

## Wyniki

### Finał
| Poz. | Zawodnik             | Narodowość        | Rezultat | Uwagi |
| ---- | -------------------- | ----------------- | -------- | ----- |
| 1    | Malcolm Pringle      | Południowa Afryka | 1:58.87  | WR    |
| 2    | Abbes Saidi          | Tunezja           | 1:59.85  |       |
| 3    | Derek Malone         | Irlandia          | 2:01.76  |       |
| 4    | Valeriy Stepanskoy   | Rosja             | 2:04.43  |       |
| 5    | Ivan Hompanera       | Hiszpania         | 2:13.30  |       |
| 6    | Ales Svehlik         | Czechy            | 2:16.53  |       |
| 7    | Steven Leigh         | Wielka Brytania   | 2:18.75  |       |
| 8    | Jose Manuel Gonzalez | Hiszpania         | 2:21.14  |       |